# Cirrhilabrus katherinae
 Cirrhilabrus katherinae és una espècie de peix de la família dels làbrids i de l'ordre dels perciformes.

## Morfologia
Els mascles poden assolir els 7,1 cm de longitud total.

## Distribució geogràfica
Es troba al Japó, Guam i les Illes Mariannes.